# Ipa
Pour les multiples significations du sigle IPA, voir IPA.
Genre
Ipa est un genre d'araignées aranéomorphes de la famille des Linyphiidae.

## Distribution
Les espèces de ce genre se rencontrent en zone paléarctique.

## Liste des espèces
Selon World Spider Catalog (version 16.5, 14/10/2015) :
- Ipa keyserlingi (Ausserer, 1867)
- Ipa pepticus (Tanasevitch, 1988)
- Ipa spasskyi (Tanasevitch, 1986)
- Ipa terrenus (L. Koch, 1879)

## Étymologie
Ce genre est nommé en hommage au père de l'auteur, Toivo Ilmari Saaristo, dont le surnom était « Ipa ».

## Publication originale
- Saaristo, 2007 : A new subfamily of linyphiid spiders based on a new genus created for the keyserlingi-group of the genus Lepthyphantes (Aranei: Linyphiidae). Arthropoda Selecta, vol. 16, no 1, p. 33-42 (texte intégral (en) [PDF]).